# Freie-Partie-Europameisterschaft 1972

Logo CEB (ausrichtender Verband)

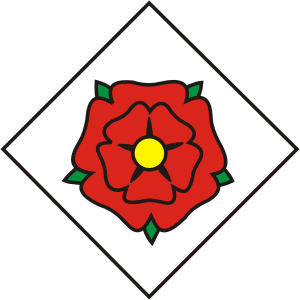
Veranstaltungsort: Reus

Die Freie-Partie-Europameisterschaft 1972 war das 17. Turnier in dieser Disziplin des Karambolagebillards und fand vom 17. bis zum 20. Mai 1972 in Reus statt. Es war die vierte Freie-Partie-Europameisterschaft in Spanien.

## Geschichte
Zwei nicht eingeplante Niederlagen gegen Franz Stenzel und Dieter Wirtz kosteten dem Bochumer Klaus Hose die Titelverteidigung. Trotz aller Turnierbestleistungen reichte es am Ende nur zu Platz zwei. Besser machte es der Spanier  José Gálvez. In der letzten Partie gegen Hose konnte er sich sogar eine Niederlage leisten. Sein großes Talent zeigte der 23-jährige Pariser Francis Connesson, der verdient den dritten Platz belegte. Bei seinem ersten internationalen Auftritt wurde der Düsseldorfer Dieter Wirtz guter Fünfter.

## Modus
Gespielt wurde in einer Finalrunde „Jeder gegen Jeden“ bis 500 Punkte. Bei einem Unentschieden in einer Aufnahme gab es für jeden Spieler zwei Matchpunkte. Es wurden prolongierte Serien gewertet.
1. MP = Matchpunkte
2. GD = Generaldurchschnitt
3. HS = Höchstserie

## Abschlusstabelle

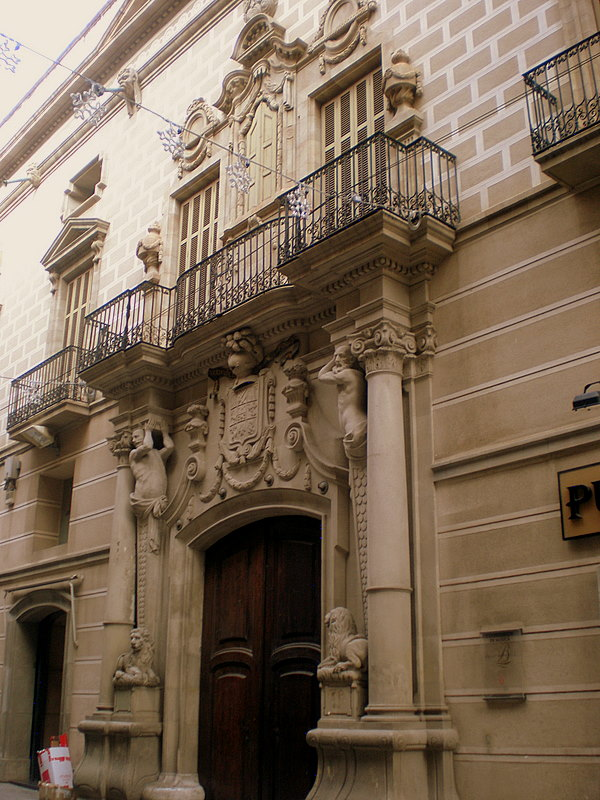
Palais Bofarull

| MP    | Match Points (Sieger = 2; Unentschieden = 1; Verlierer = 0) |
| Pkte. | Erzielte Karambolagen                                       |
| Aufn. | Benötigte Versuche                                          |
| GD    | Generaldurchschnitt                                         |
| BED   | Bester Einzeldurchschnitt eines Spielers                    |
| HS    | Höchstserie                                                 |
|       | Bester GD des Turniers                                      |
|       | Bester ED des Turniers                                      |
|       | Beste HS des Turniers                                       |
|       | 1. Platz (Gold)                                             |
|       | 2. Platz (Silber)                                           |
|       | 3. Platz (Bronze)                                           |

| Platz                      | Name              | MP   | Pkte | Aufn. | GD     | BED    | HS   |
| -------------------------- | ----------------- | ---- | ---- | ----- | ------ | ------ | ---- |
| 1                          | José Gálvez       | 14:2 | 3514 | 34    | 103,35 | 250,00 | 495  |
| 2                          | Klaus Hose        | 12:4 | 3430 | 21    | 163,33 | 500,00 | 1413 |
| 3                          | Francis Connesson | 10:8 | 2676 | 23    | 116,34 | 500,00 | 683  |
| 4                          | Antoine Schrauwen | 8:8  | 2260 | 28    | 80,71  | 166,66 | 444  |
| 5                          | Dieter Wirtz      | 8:8  | 2660 | 44    | 60,45  | 250,00 | 500  |
| 6                          | Miguel Espona     | 8:8  | 2426 | 50    | 48,72  | 250,00 | 499  |
| 7                          | Piet Vet          | 7:11 | 2170 | 50    | 43,40  | 500,00 | 785  |
| 8                          | Franz Stenzel     | 5:11 | 2334 | 38    | 61,42  | 250,00 | 402  |
| 9                          | André Burgener    | 2:14 | 1887 | 62    | 30,43  | 45,45  | 225  |
| Turnierdurchschnitt: 66,76 |                   |      |      |       |        |        |      |